# Dig, Lazarus, Dig !!! (singel Nick Cave and the Bad Seeds)
„Dig, Lazarus, Dig” to tytułowy utwór z płyty autorstwa Nick Cave and the Bad Seeds. 
Jest to pierwszy singel, a znalazła się na nim także, nie publikowana wcześniej piosenka, zatytułowana „Accidents Will Happen"
Singel jest dostępny, jako 7" płyta winylowa oraz w formacie CD. Ze względu na brak możliwości technicznych, płyta winylowa nie zawiera wideoklipu zespołu.

## Lista utworów
1. Dig, Lazarus, Dig !!! (Single Version)
2. Accidents Will Happen
3. Dig, Lazarus, Dig !!! (Video)

Producenci:  Nick Cave and the Bad Seeds i Nick Launay